# Pachydota luciana
Pachydota luciana là một loài bướm đêm thuộc phân họ Arctiinae, họ Erebidae.